# Palazzo Altieri (Oriolo Romano)
Il Palazzo Santacroce-Altieri è una residenza nobiliare che si trova ad Oriolo Romano, un comune in provincia di Viterbo. Edificato negli anni 1579-1585 dai Santacroce, fu ampliato dalla famiglia Altieri nel 1674, durante il papato di Clemente X, l'esponente più rilevante della famiglia,
Il palazzo ha annesso un parco delimitato da mura al quale i proprietari potevano accedere tramite un accesso privato costituito da un passetto. La facciata è sobria. L'interno contiene molti affreschi: le sette immagini di Roma, storie dell'Antico Testamento e paesaggi che rappresentano luoghi appartenenti all'epoca alla famiglia: Vicarello, Castello di Rota, Monterano, Viano ed altri. Il palazzo contiene nell'ala est anche la Galleria dei Papi, una collezione di ritratti di tutti i papi della chiesa cattolica. La galleria servì da modello per i ritratti dei papi di San Paolo fuori le mura che erano andati distrutti dopo l'incendio del 1823.
Lo storico dell'arte Costantino D'Orazio ha dedicato al palazzo un episodio della trasmissione AR - Frammenti d'ARte.
Dal dicembre 2014 il Ministero per i beni e le attività culturali lo gestisce tramite il Polo museale del Lazio, nel dicembre 2019 divenuto Direzione regionale Musei.

## Storia
Il palazzo Santacroce-Altieri fu edificato nel corso degli anni 1579-1585 per volontà di Giorgio II Santacroce quale fondatore, e di suo figlio Onofrio III che ha nel tempo proseguito la realizzazione del palazzo la cui costruzione corrisponde ai diversi periodi di presenza delle tre famiglie storicamente proprietarie del palazzo: i Santacroce dal 1579 al 1602, gli Orsini dal 1603 al 1670, gli Altieri dal 1671 al 1971.
A causa dei debiti accumulati dalla famiglia Altieri, le principesse ereditarie nel 1970 misero all'asta gli oggetti d'arte, mobili, libri, strumenti musicali. Per impedire la messa all'asta anche del palazzo lo Stato Italiano lo acquistò con diritto di prelazione; il parco, inspiegabilmente escluso dal diritto di prelazione, fu acquistato da un noto avvocato romano e solo nel 2010 tornò fruibile al pubblico. Attualmente sia il palazzo sia il parco sono di proprietà del Ministero per i beni e le attività culturali e per il turismo.

## Descrizione
Esso risulta un tipico palazzo-villa, che sviluppa in senso manieristico lo schema cinquecentesco di edificio a corpo centrale con loggiato tra corpi laterizi elevati in forma di torre. Il loggiato centrale è a cinque arcate e poggia sul sottostante vano rettangolare di pietra dura basaltica. La tradizione attribuisce la paternità del palazzo così come l’intero quadro urbanistico, a Jacopo Barozzi detto il Vignola, ma è un’attribuzione molto dubbia. Il palazzo raggiunse l’attuale configurazione nei secoli XVII-XVIII ad opera degli Altieri sotto la direzione di Carlo Fontana. Ai corpi esterni vennero aggiunte le due ali di direzione nord, così da creare un ampio cortile. Fu elevata in posizione asimmetrica la torretta con l’orologio, abbellito l’ingresso con il ponte in pietra basaltica e rifatta la bella fontana al centro della piazza antistante il palazzo. L’interno è articolato in ampi e ben distribuiti ambienti, decorati con stucchi, affreschi e pitture di buona fattura, alcune attribuite alla scuola di Taddeo Zuccari. L’arredo del palazzo è in gran parte disperso, ciò che attualmente resta è originale del 600.

## Il museo

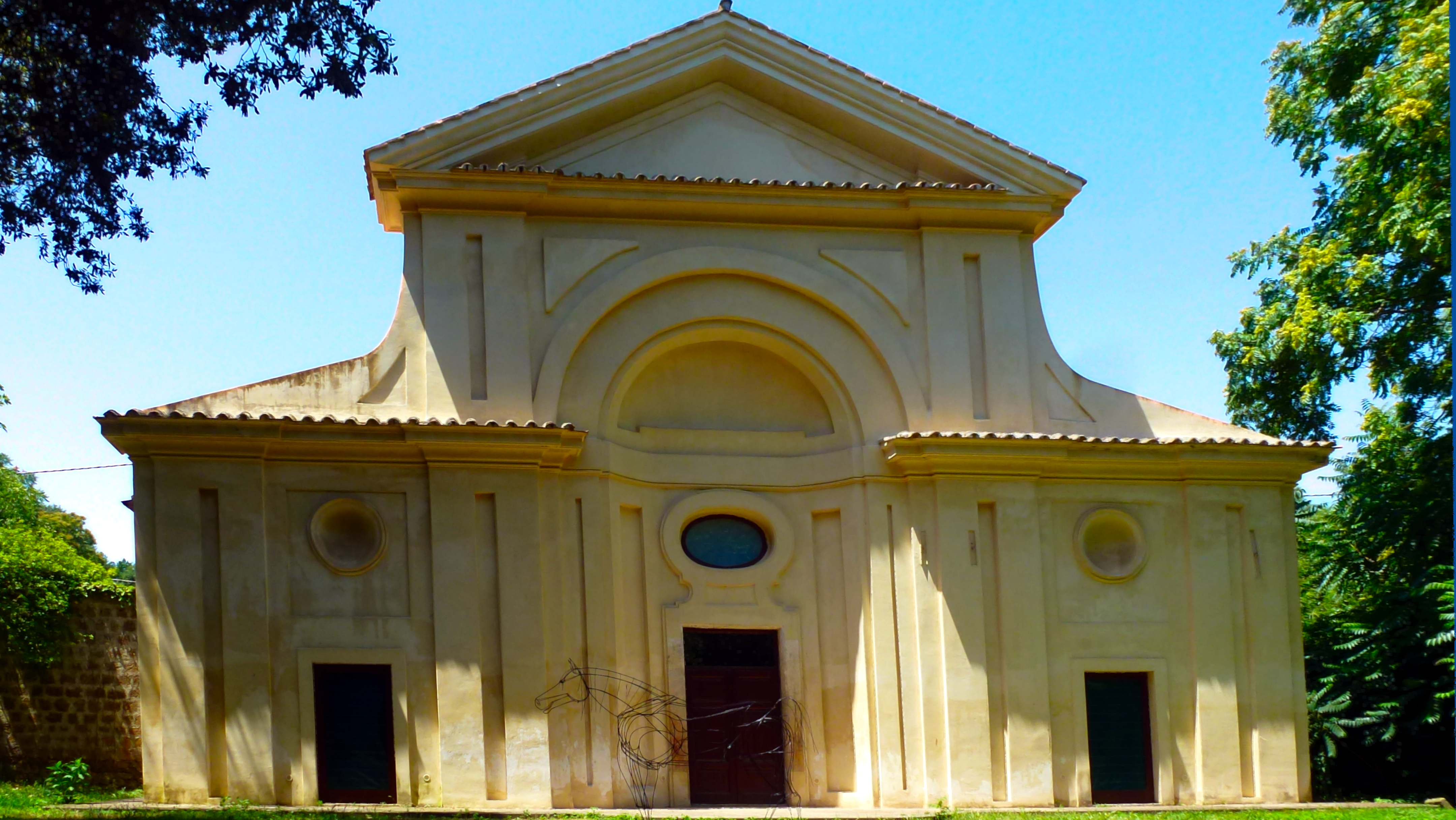
Villa Altieri, Casino di caccia (o Palazzina della prospettiva)

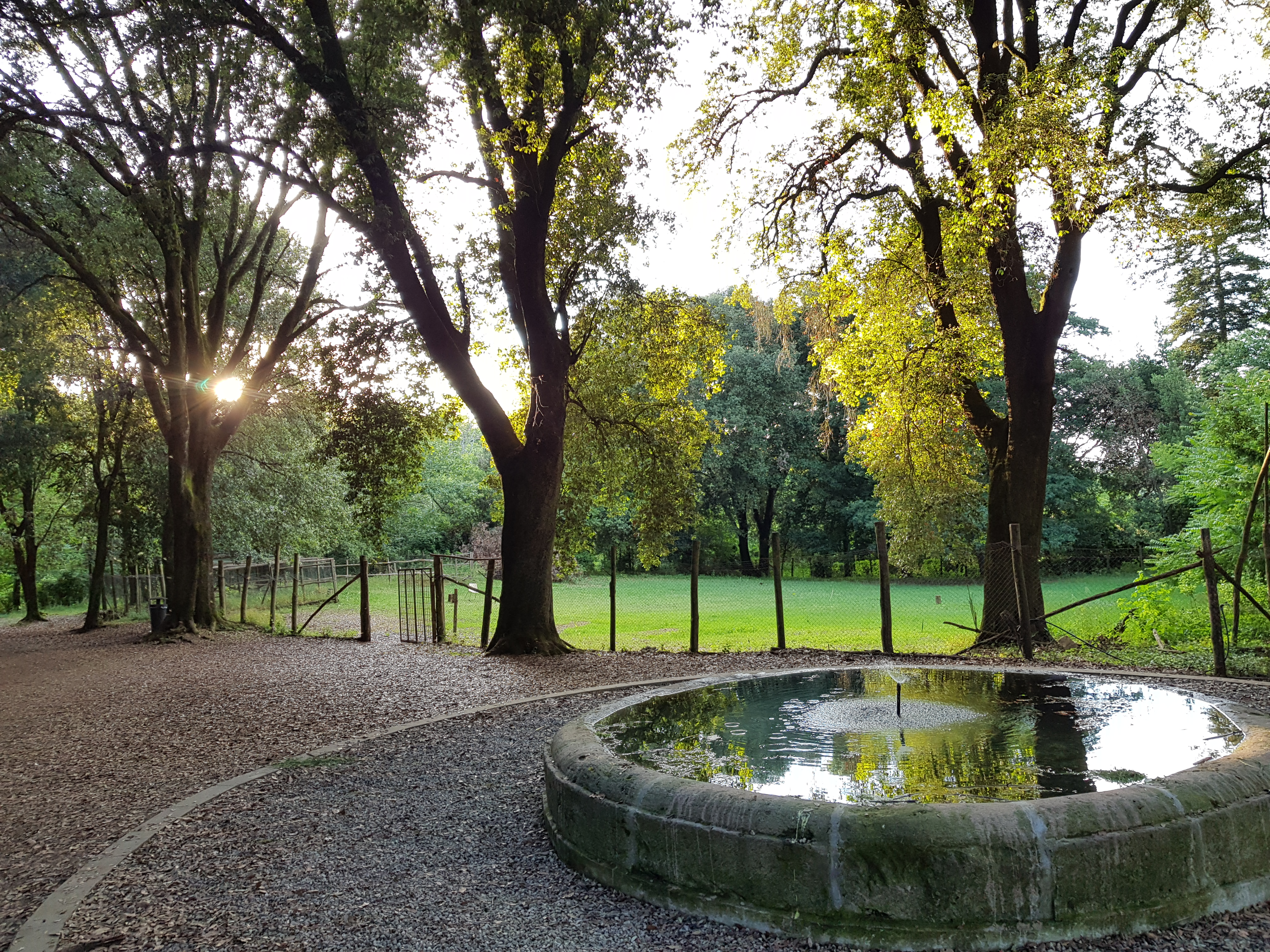
Villa Altieri, fontana

Il Museo è articolato al suo interno in 14 sale, disposte a destra e sinistra del Salone degli Avi, fulcro del palazzo, la Cappella S. Massimo opera degli Orsini, e la Galleria dei Papi. Il Salone d’ingresso, atrio, ha nella volta rappresentato Fetonte che guida i cavalli del Sole, a seguire il Salone degli Avi con i ritratti degli Altieri con i loro stemmi e blasoni, la Sala di passaggio, la Sala di Giuseppe e delle Belle, dove rimangono nove degli undici ritratti delle sorelle Mancini dipinti da Jacob Ferdinand Voet, tra gli affreschi delle pareti vi è una preziosa immagine del palazzo prima degli interventi operati dagli Orsini e dagli Altieri. La Sala da pranzo, presenta dipinti tardo-settecenteschi che raffigurano i feudi circostanti, il palazzo e la via Altieri di Oriolo Romano. La sala da pranzo, risale alla fine del XVIII sec. È datata 1781 e firmata Giuseppe Barberi, che era l’architetto di fiducia degli Altieri, legato agli ambienti francesi giacobini. La decorazione di gusto neoclassico manifesta un’eccezionale unità stilistica nelle pareti e negli arredi ed è realizzata con la tecnica del marouflage tipico modo di decorare le pareti in ambiente nordico e francese fissando alla parete una tela preparata e dipingendo su questa la rappresentazione voluta. Nel soffitto riquadrature geometriche, motivi floreali, grottesche, piccole figure mitologiche e fantastiche.
A seguire vi è la Sala affrescata da Giovanni Baglione, La Sala del sogno di Giacobbe, la Sala di Giosuè, la Sala di David, la Sala di Eliseo, la Saletta delle Vedute o di Riposo, la Sala del Sacrifico di Elia, la Sala dell’Eterno, la Sala del Trono ed infine la Galleria dei Papi. L’attribuzione a Giovanni Baglione del ciclo di affreschi tardo-cinquecenteschi del palazzo ed in particolare delle sale di David, Eliseo, Giosuè, Giacobbe è incerta; secondo ulteriori studi compiuti nel 2007 da Enrico Guidoni il ciclo degli affreschi sarebbe da attribuire a Andrea Boscoli.

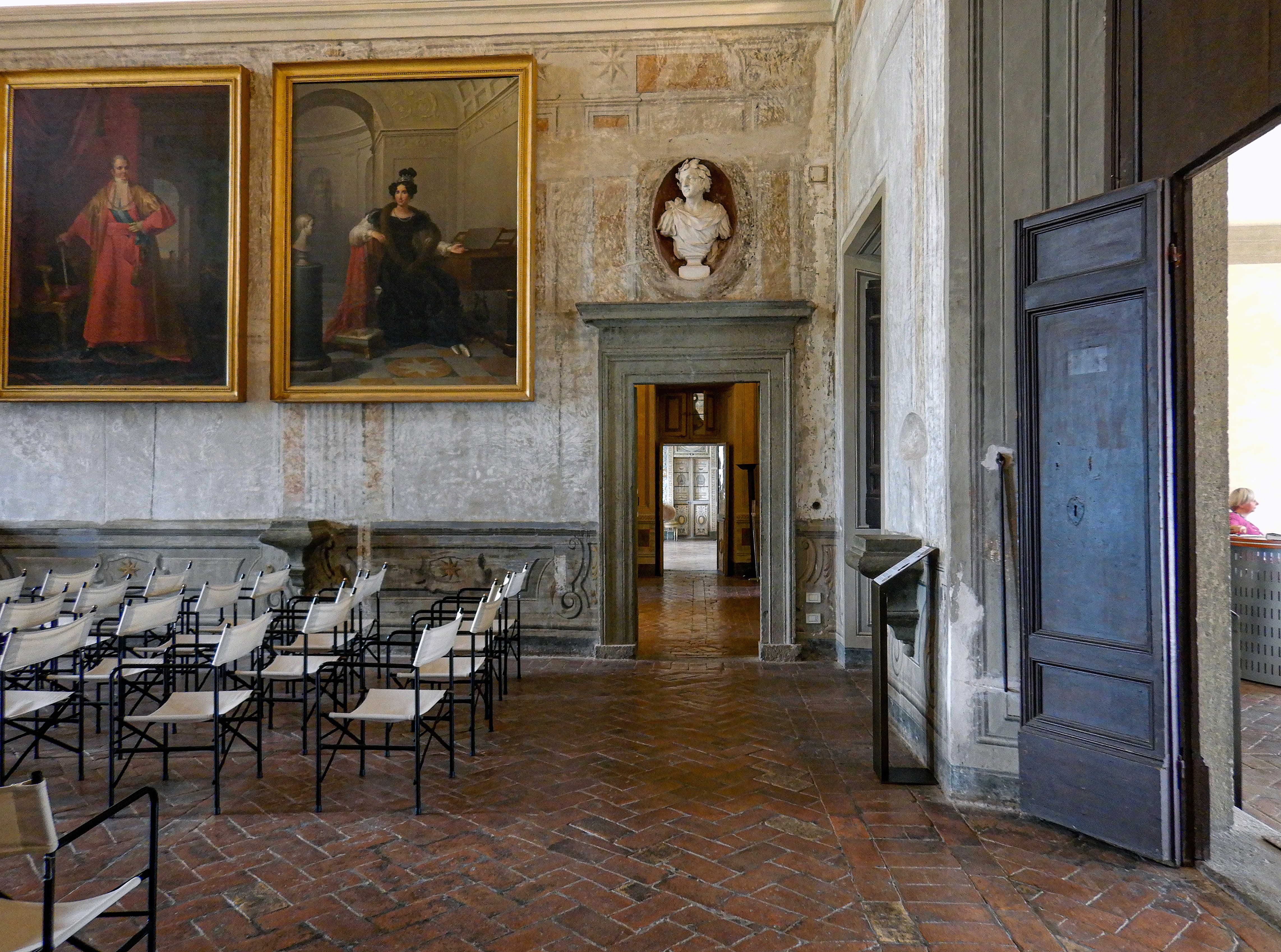
Salone degli avi: parete est. Si riconoscono il principe Paluzzo Altieri e la consorte Maria Anna di Sassonia

### Salone degli Avi
Al salone si accede direttamente dell'ingresso. Svolge la funzione di fulcro tra le due ali dell'edificio. 
La sala risale al primo periodo della costruzione dell'edificio. Il camino, che si trova nel lato ovest, inizialmente aveve il nome di Giorgio III. Negli inventari dell'epoca è citato come "salone dipinto" il che fa supporre che le pareti fossero affrescate.
La sala presenta ora alle pareti degli elementi architettonici dipinti e sul soffitto intorno una serie di trompe-l'œil che lasciano vedere il cielo. 
Al centro della volta c'è la raffigurazione dell'Aurora.
Alle pareti si trovano ritratti della famiglia Altieri.
Sul lato sinistro (parete occidentale) si trovano in alto i ritratti del cardinale Altieri Giustiniani, di un cardinale non identificato, di papa Clemente X, del cardinale Paluzzo Altieri, del cardinale Giovanni Battista Altieri. In basso, ai lati del camino ci sono a sinistra il ritratto di Emilio Altieri, VII principe di Oriolo e a destra quello di papa Gregorio XIII. 
Sul lato destro (parete orientale) ci sono i ritratti di un prelato Altieri non identificato, del principe Paluzzo Altieri e della principessa Maria Anna di Sassonia, sua moglie.
I due pontefici sono raffigurati da seduti mentre gli altri personaggi sono in piedi ad eccezione della principessa Anna Maria, anch'essa raffigurata seduta.

### Sala di Giuseppe o delle Belle
Alla sala si accede girando a destra nel corridoio situato tra l'atrio e il salone degli Avi. 
La sala presenta nella volta una serie di grottesche di vario tema che ospitano gli affreschi con la storia di Giuseppe. 
Il nome "delle Belle" deriva dalla presenza di una serie di ritratti (nove degli undici originali) di nobildonne. La "sala delle belle" era un elemento presente nei palazzi nobiliari del settecento.
La sala risale al primo periodo della costruzione del palazzo, negli anni '80 del XVI secolo.
Il ciclo di Giuseppe si presenta come una serie di medaglioni ovali e riquadri. 
Il ciclo inizia nella parete nord con due ovali che raffigurano "i sogni di Giuseppe" e "la vendetta dei fratelli. Nel primo Giuseppe racconta il suo sogno, con gli undici covoni dei fratelli che si inchinano davanti al suo. 
Nel secondo sono raffigurati i fratelli che lanciano Giuseppe nella cisterna vuota.
Segue nella parete est un riquadro centrale dove sono raffigurati  due fasi "Giuseppe venduto agli Ismaeliti" e "Giuseppe creduto morto". Sullo sfondo si vede la scena della cisterna. In primo piano, a destra, i fratelli incontrano una carovana di Ismaeliti, cui vendono Giuseppe invece di ucciderlo. Sul lato sinistro i fratelli uccidono una capra per intingere nel suo sangue la tunica di Giuseppe e inviarla al padre per fargli credere che Giuseppe sia morto. 
Nella parete parete sud ci nono gli ovali con "Giuseppe e la moglie di Potifar" e "Giuseppe spiega i sogni del Faraone". Nel primo Giuseppe è raffigurato mentre fugge dalle proposte della moglie di Potifar. Nel secondo il medaglione è diviso in due: a sinistra è rappresentato il sogno del faraone, con le sette vacche magre e le sette vacche grasse, e sullo sfondo le sette spighe piene e le sette spighe secche. A destra Giuseppe incontra il faraone circondato dai saggi e da due cortigiani vestiti secondo la mode del '500: Giuseppe spiega al faraone il significato dei sogni.
Nell'ultima parete, la parete ovest, c'è un unico riquadro, in posizione centrale, con "La prova della coppa": Giuseppe, ora potente amministratore del faraone, ha ricevuto i fratelli che non lo riconoscono. Quindi ha fatto  mettere di nascosto una coppa d'argento nel sacco di Beniamino, il fratello più giovane. Quando la coppa viene ritrovata li arresta e Giuda, si offre al posto del fratello piccolo. Giuseppe vede il cambiamento dei fratelli e decide di perdonarli.

### Galleria dei Papi
Delle collezioni presenti nel Museo, la più originale e di notevole importanza storico-documentaria è la Galleria dei Papi, voluta da Clemente X, che comprende ritratti raffiguranti i papi che si sono succeduti nella storia della Chiesa. Ideatore della collezione fu il cardinale Paluzzo Paluzzi Altieri degli Albertoni, adottato come nipote dal papa Clemente X, che nella seconda metà del XVII commissionò ad alcuni artisti la realizzazione delle effigi papali, tratte da antiche fonti iconografiche e corredate da stemma araldico, cartiglio con le qualità del pontefice, eventi storici del suo pontificato, un motto in latino.
La raccolta è particolarmente importante poiché è l’unica completa esistente di tutte le serie di ritratti papali, tra cui le più famose sono quelle del palazzo Colonna di Marino e della Basilica di Superga. Quando con l’incendio del 1823 della Basilica di San Paolo fuori le mura vennero distrutti i medaglioni con le effigi dei Papi, la loro copia fu tratta da quelli della galleria di Oriolo, che attualmente consta di 266 ritratti di sommi Pontefici, dal primo S. Pietro, a papa Giovanni Paolo II, sono presenti anche Benedetto XVI e l’attuale Papa Francesco. La lunga galleria si sviluppa per 70 m² in una sequenza di nove sale, la maggior parte dei ritratti, esattamente 242, è stata eseguita prima della fine del seicento. L’uniformità stilistica e di composizione fa presumere come esecutori artisti della medesima scuola. Il ritratto di molti dei papi del cinquecento e del seicento è copiato da esemplari eseguiti da artisti famosi: Giulio II è copia da Raffaello, Paolo III da Tiziano, Paolo V dal Caravaggio. La disposizione dei quadri è in ordine cronologico: San Pietro è posto sulla prima fila in alto a destra di chi entra dalla porta, mentre il più recente nella fila in basso a sinistra.

## La Villa
Giorgio II Santacroce aveva già previsto il parco annesso al palazzo e i lavori per la sua sistemazione iniziarono nel 1582 e proseguirono a lungo. Il progetto originale, affidato all'architetto Troiano Schiratti, doveva realizzarsi in un’area di 17 ettari per la creazione di un parco per la caccia; nel corso della realizzazione si optò per l'attuale sistemazione compresa su di una superficie di 8 ettari racchiusa da mura.
Alla villa si accede da un ampio portale sormontato dallo stemma della famiglia Altieri; i membri della famiglia nobiliare accedevano invece direttamente dal palazzo tramite un passetto realizzato da tre archi. La particolarità di questo giardino sta nel fatto che non segue i canoni architettonici paesaggistici del manierismo del giardino all'italiana allora in voga ma grazie alla realizzazione di ampie aree di campagna con la presenza di alberi quali tassi e cedri del libano e viali alberati di lecci e olmi anticipa di circa due secoli la forma del giardino all'inglese.
Dal 20 maggio 2010 la Villa Altieri è parco comunale. La villa ad aprile 2017 è stata iscritta nella Rete delle dimore storiche del Lazio istituita con L.R. 20 Giugno 2016, n. 8.